# Neil Broad
Pour les articles homonymes, voir Broad.
Neil Broad, né le 20 novembre 1966 au Cap, en Afrique du Sud, est un joueur sud-africain de tennis, naturalisé britannique.
Il a notamment remporté sept titres en double et une médaille d'argent aux Jeux olympiques d'été de 1996 à Atlanta.

## Parcours en Grand Chelem

### En double mixte
| Année | Open d'Australie                | Open d'Australie                 | Roland-Garros | Roland-Garros | Wimbledon | Wimbledon | US Open | US Open |
| 1995  | 1er tour (1/16) Ginger Helgeson | Mary Joe Fernández Sandon Stolle |               |               |           |           |         |         |

Sous le résultat, la partenaire ; à droite, l'ultime équipe adverse.